# Lasiocladus
Lasiocladus, biljni rod iz porodice primogovki smješten u tribus Barlerieae, dio potporodice Acanthoideae. Postoji 4 do 7 vrsta, madagaskarskih endema.. Opisan je u Prodromus Systematis Naturalis Regni Vegetabilis 11: 510. 1847. Tipična vrsta nije naznačena. 

## Vrste
1. Lasiocladus anthospermifolius Bojer ex Nees
2. Lasiocladus capuronii Benoist
3. Lasiocladus humbertii Benoist
4. Lasiocladus linearifolius Benoist
5. Lasiocladus mollis Benoist
6. Lasiocladus rufopilus (Baill.) Benoist
7. Lasiocladus villosus Benoist